# Marga Bakti (Sinar Peninjauan)
Marga Bakti is een bestuurslaag in het regentschap Ogan Komering Ulu van de provincie Zuid-Sumatra, Indonesië. Marga Bakti telt 5729 inwoners (volkstelling 2010).